# 12267 Denneau
12267 Denneau eller 1990 KN1 är en asteroid i huvudbältet som upptäcktes den 31 maj 1990 av Spacewatch vid Kitt Peak-observatoriet. Den är uppkallad efter Larry Denneau.
Den tillhör asteroidgruppen Hungaria.